# Lista de diretores do CNPEM
Esta lista contém os nomes dos diretores do Centro Nacional de Pesquisa em Energia e Materiais e dos laboratórios nacionais que integram o Centro. 
| Imagem | Nome                                    | Diretoria                                   | Data de posse           | Fim do mandato          | Referências          |
| ------ | --------------------------------------- | ------------------------------------------- | ----------------------- | ----------------------- | -------------------- |
|        | Antônio José Roque da Silva             | Diretor-Geral                               | 12 de julho de 2018     | atual                   | [ 2 ]                |
|        | Adalberto Fazzio                        | Diretor-Geral                               | 24 de fevereiro de 2018 | 11 de julho de 2018     | [ 3 ]                |
|        | Rogério Cézar de Cerqueira Leite        | Diretor-Geral                               | 2016                    | 23 de fevereiro de 2018 | [ 4 ]                |
|        | Carlos Américo Pacheco                  | Diretor-Geral                               | 30 de março de 2015     | 2016                    | [ 4 ] [ 5 ]          |
|        | Carlos Alberto Aragão de Carvalho Filho | Diretor-Geral                               | 10 de novembro de 2011  | 2014                    | [ 6 ]                |
|        | Walter Colli                            | Diretor-Geral                               | junho de 2010           | maio de 2011            | [ 7 ]                |
|        | Michal Gartenkraut                      | Diretor-Geral                               | 13 de maio de 2009      | 2010                    | [ 8 ] [ 9 ] [ 10 ]   |
|        | José Antônio Brum                       | Diretor-Geral                               | julho de 2001           | 2009                    | [ 11 ] [ 12 ]        |
|        | Harry Westfahl Jr.                      | LNLS                                        | 2020                    | atual                   | [ 13 ] [ 14 ]        |
|        | Yves Petroff                            | LNLS                                        | 29 de agosto de 2018    | 2020                    | [ 15 ]               |
|        | Antonio José Roque da Silva             | LNLS                                        | 2009                    | 2018                    | [ 2 ]                |
|        | Cylon Gonçalves da Silva                | LNLS                                        | 1986                    | 1998                    | [ 16 ] [ 11 ]        |
|        | Roberto Lobo                            | Laboratório Nacional de Radiação Síncrotron | 1984                    | 1986                    | [ 17 ]               |
|        | Kleber Gomes Franchini                  | LNBio                                       | 13 de maio de 2009      | atual                   | [ 10 ]               |
|        | Rogério Meneghini                       | Centro de Biologia Molecular e Estrutural   | 1997                    | 2004                    | [ 11 ] [ 18 ] [ 19 ] |
|        | Eduardo do Couto e Silva                | CTBE                                        | 28 de fevereiro de 2018 | atual                   | [ 3 ]                |
|        | Gonçalo Amarante Guimarães Pereira      | CTBE                                        | novembro de 2016        | novembro de 2017        |                      |
|        | Marco Aurélio Pinheiro Lima             | CTBE                                        | 2008                    | 2012                    | [ 8 ]                |
|        | Rodrigo Capaz                           | LNNano                                      | 2021                    | atual                   | [ 10 ] [ 20 ]        |
|        | Adalberto Fazzio                        | LNNano                                      | 2017                    | 2021                    |                      |
|        | Marcelo Knobel                          | LNNano                                      | agosto de 2015          | novembro de 2016        | [ 21 ]               |
|        | Fernando Galembeck                      | LNNano                                      | julho de 2011           | agosto de 2015          | [ 22 ]               |